# Jens Bjørneboe
Jens Ingvald Bjørneboe (Kristiansand, 9 de outubro de 1920 - Veierland, 9 de maio de 1976) foi um escritor norueguês, cujo trabalho abrangeu diversos formatos literários. Ele também foi um pintor e um professor da escola Waldorf. Bjørneboe foi um crítico severo e eloquente da sociedade norueguesa e da civilização ocidental em geral. Ele levou uma vida turbulenta e sua humanidade intransigente lhe custaria uma condenação por obscenidade, bem como longos períodos de bebedeira e crises de depressão, que no final levaram ao suicídio.

## Principais trabalhos

### Romances
- Duque Hans (Hertug Hans, 1972)
- (Før hanen galer, 1952)
- Jonas (1955)
- (Under en hårdere himmel, 1957)
- Inverno em Bellapalma (Vinter i Bellapalma, 1958)
- (Blåmann, 1959)
- O pastor malvado (Den onde hyrde, 1960)
- O sonho e a roda (Drømmen og hjulet, 1964), sobre o autor Ragnhild Jølsen
- O momento da Liberdade (Frihetens øyeblikk, 1966)
- (Uten en tråd, 1966)
- (Kruttårnet, 1969)
- O Silêncio (Stillheten, 1973)
- Os tubarões (Haiene, 1974)

### Peças
- Feliz aniversário (Til lykke med dagen, 1965)
- Os amantes de passaros (Fugleelskerne, 1966)
- Semmelweis (1968)
- Amputação (Amputasjon, 1970)
- O caso de Torgersen (Tilfellet Torgersen, 1972)
- Blue Jeans (Dongery, 1976)

### Coletâneas de poemas
- Poemas (Dikt, 1951)
- Ariadne (1953)
- A grande cidade (Den store by, 1958)
- Feliz aniversário (Til lykke med dagen, 1965)